# Раковинный известняк
Раковинный известняк (или Раковистый известняк, Мушелькальк от нем. Muschelkalk; фр. calcaire coquillier) — последовательность осадочных пластов горных пород (литостратиграфическая единица) в геологии Центральной и Западной Европы. Он имеет возраст среднего триаса (от 240 до 230 миллионов лет) и образует среднюю часть трехчастного германского триаса, давшего название триасу, лежащего выше старшего Бунтсандштейна и ниже младшего Кейпера. Состоит из последовательности пластов известняка и доломита. Сложен, как видно из названия, в основном известняками и ракушечником.
В России встречается на горе Большое Богдо (Триасовый период).
В современной стратиграфии это название относится только к стратиграфической единице.

## Термин

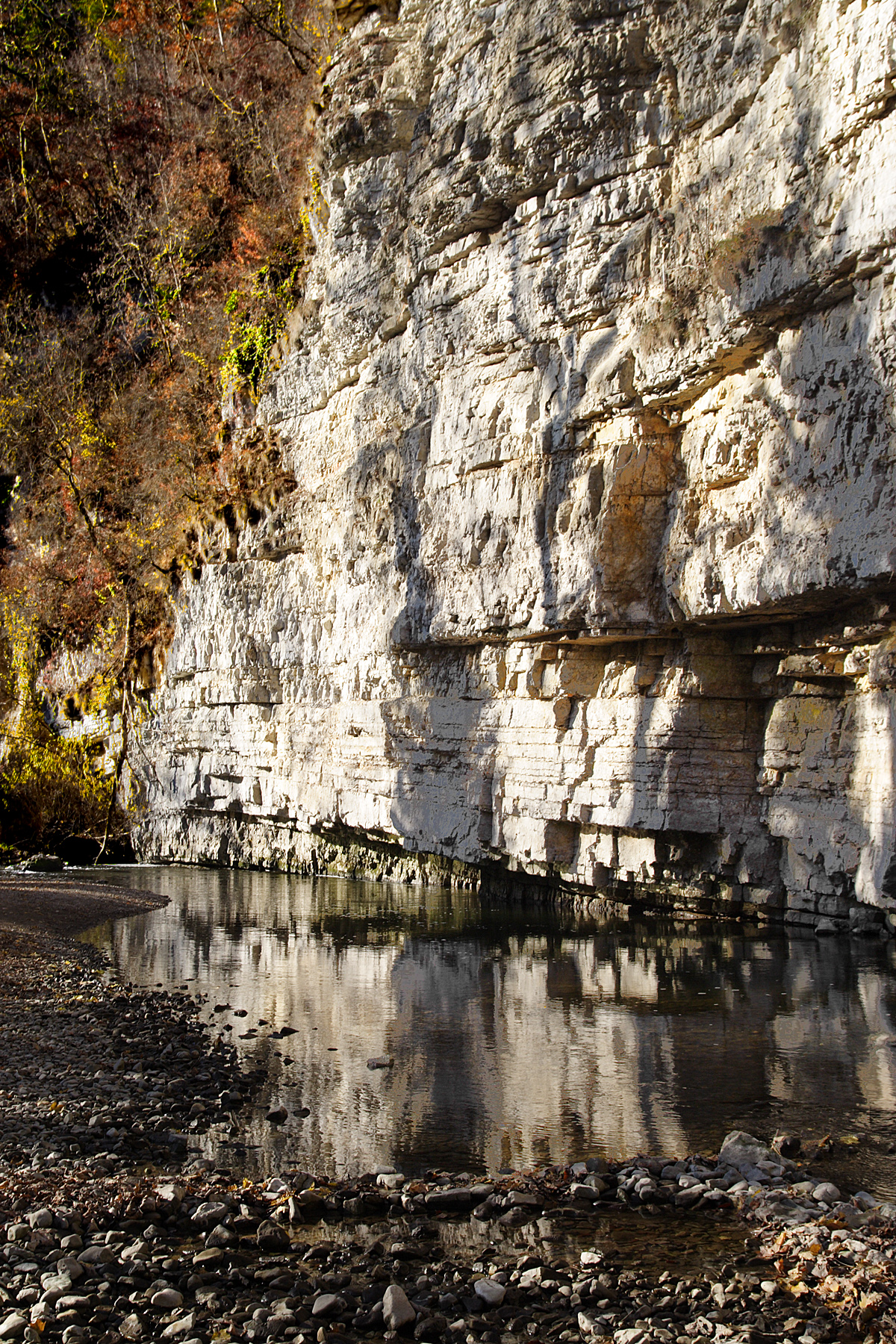
Обнажение скал Muschelkalk образует берег реки Вутах, на юге земли Баден-Вюртемберг.

Название раковинный известняк (Muschelkalk) впервые использовал немецкий геолог Георг Кристиан Фюхзель (1722—1773). В 1834 году Фридрих Август фон Альберти включил его в триасовую систему.
Название указывает на характерную особенность комплекса, а именно на частое появление линзовидных отмелей, сложенных ископаемыми раковинами. Слой встречается в основном в большей части Германии и прилегающих регионах, таких как низменности, Северное море и части Силезии, Польши и Дании. Обнажения обнаружены в Тюрингии, Гарце, Франконии, Гессене, Швабии, Сааре, Эльзасе.
Морские отложения в почти замкнутых морях и отмелях на юге океана Тетис. Депрессия где откладывался этот известняк, называется Германским бассейном.
Иногда одновозрастные стратиграфические единицы из Альп, Южной Европы и даже Азии также называют Muschelkalk. Конечно, эти породы имеют мало общего в истории с центральноевропейским известняком, за исключением сходства в содержании ископаемых остатков. Ближе к нам, альпийский известняк во многих отношениях отличается от среднеевропейского, и по своей характерной ископаемой фауне имеет более близкое родство с триасовой областью Тэтисса.

## Стратиграфия
Раковинный известняк может иметь толщину до 100 метров; она делится на три подразделения, из которых верхнее и нижнее представляют собой светлые тонкослоистые известняки с зеленовато-серыми мергелями, средняя группа состоит из гипсоносных и соленосных мергелей с доломитом. Стилолиты распространены во всех известняках Muschelkalk.
Литостратиграфический статус Muschelkalk различается по регионам. В Германии это считается группой, в Нидерландах — формированием.

### В Германии

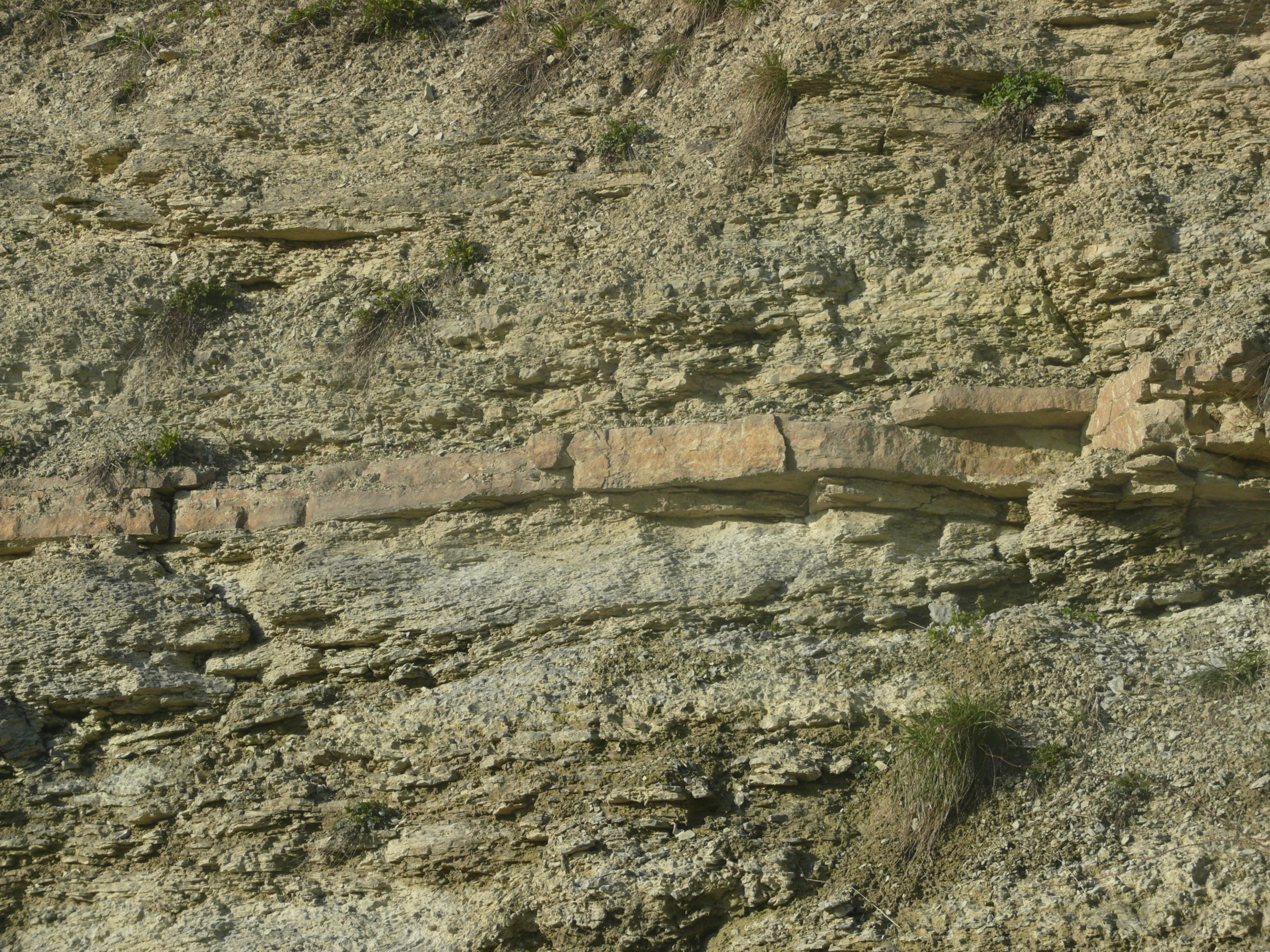
Верхняя часть слоя твердого известняка (Шаумкальк) образует верхнюю часть Велленкалька или Нижнего Мушелькалька и основание Орбикуляризмергеля, части формации Карлштадт. Обнажение возле Дёрцбаха, Баден-Вюртемберг.

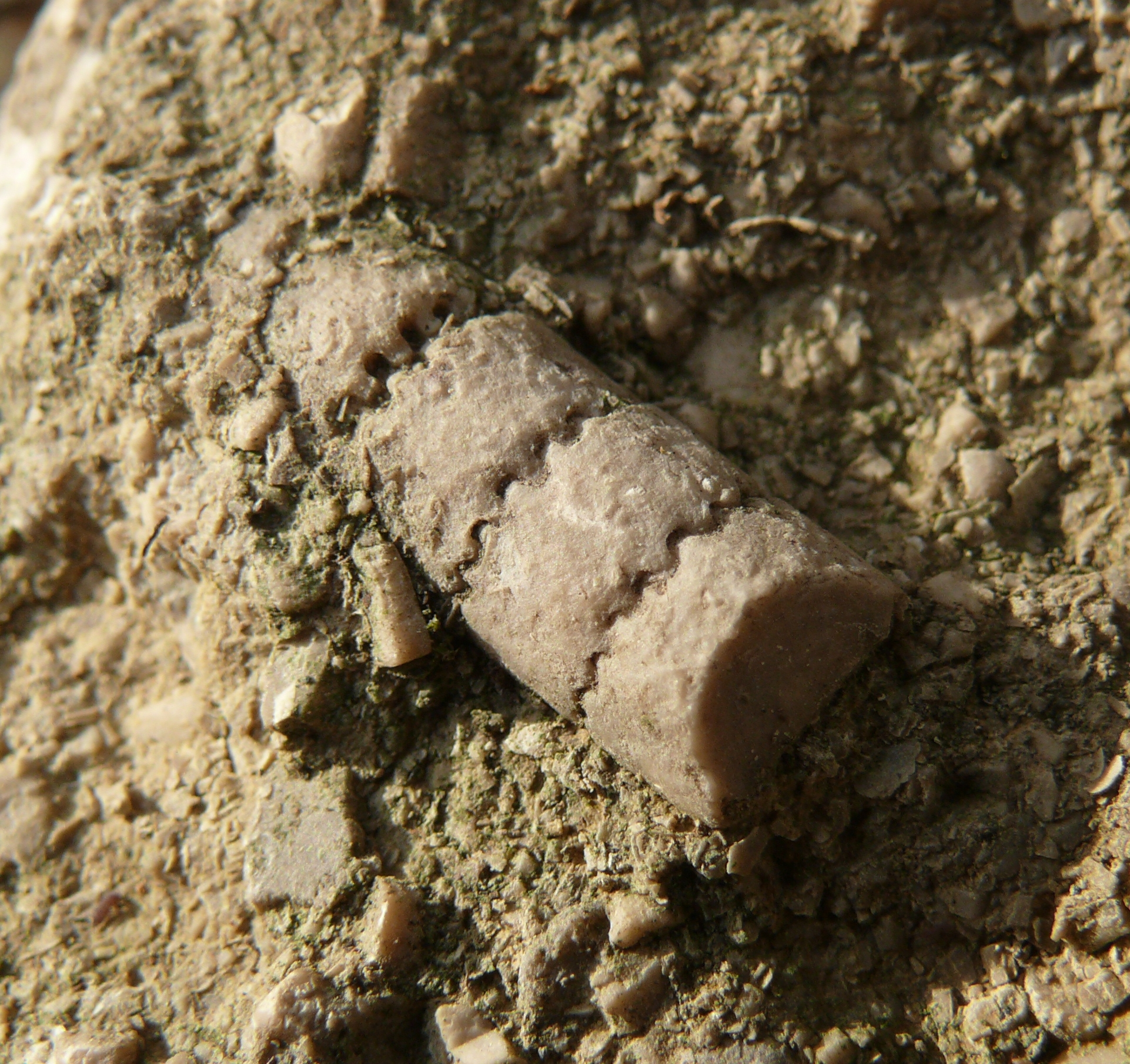
Окаменелости Encrinus liliiforrnis из Верхнего Мусшелкалка в Кирхберг-ан-дер-Ягст, Баден-Вюртемберг. Поле зрения примерно 20 мм

Немецкая группа известняков подразделяется на три подгруппы: Верхняя, Средняя и Нижняя. Нижний раковинный известняк состоит в основном из известняка, известковых мергелей и глинистых мергелей. Некоторые пласты сложены пористыми ячеистыми известняками, так называемыми шаумкальками, встречаются и оолитовые пласты. Нижний Мушелькальк делится на шесть формаций: формация Йена, формация Рюдерсдорф, формация Удельфанген, формация Фройденштадт и формация Эшенбах. Нижний Muschelkalk иногда называют Wellenkalk, нем. Welle. Мел «волна», названный так из-за того, что настил получил волнообразный характер. В Сааре, Эльзасе и северном Эйфеле нижний Мушелькалк имеет более песчаные отложения, Мушельсандштайн, «мидийный песчаник».
Средняя группа состоит в основном из эвапоритов (гипс, ангидрит и галит) и делится на три формации: Карлштадтская формация, Хайльброннская формация и Димельская формация. Осадочные фации на окраинах Германского бассейна различны, и эти отложения классифицируются как отдельная формация, формация Графенвёр, которая продолжается в Верхний. В Средней известняк при выветривании могут образовываться характерные ячеистые доломиты (целлендоломиты).
Верхний Muschelkalk (Hauptmuschelkalk) подобен Нижнему Muschelkalk и состоит из регулярных пластов ракушечника, мергеля и доломита. Он разделен на шесть формаций: Трохитенкальк, формация Мейснера, формация Иррел, формация Гилсдорф и формация Варбург. Нижняя часть, или Trochitenkalk, часто целиком состоит из фрагментарных стеблей лилий Encrinus liliiformis ; выше залегают слои с серией аммонитов, Ceratites cornpressus, Ceratites nodosus, Ceratites semipartitus в порядке возрастания. В Швабии и Франконии самые высокие слои — плитчатые доломиты с Tringonodus sandergensis и рачком Bairdia.

### В России
Раковинный известняк был обнаружен в 1794 году П. С. Палласом на горе Большое Богдо.
Идентифицирован в 1830 году, как средний отдел триасовой системы Л. Бухом (см. Dorikranites), по примеру раковинных известняков в Германии, где он был изучен и выделялся ещё в XVIII веке.

## Палеонтологические остатки
В дополнение к упомянутым выше окаменелостям, к формам Muschelkalk относятся следующие формы: Terebratulina vulgaris, Spiriferina Mantzeln и S. hirsute, Myophoria vulgaris, Rhynchotites hirundo, Ceratites Munsteri, Ptychites studeri, Balatonites balatonicus, Aspidura scutellate, Daonella Lommeli и в альпийском регионе. несколько породообразующих водорослей, Bacirillium, Gyroporella, Diptopora и др.

## Полезные ископаемые
Соляные пласты разрабатываются в Галле (Заале), Бад-Фридрихсхалле, Хайльбронне, Щецине и Эрфурте.
Именно из этого пласта многие минеральные источники Тюрингии и Южной Германии получают свое солевое питание.